# Gawłuszowice (plaats)
Gawłuszowice is een dorp in de Poolse woiwodschap Subkarpaten. De plaats maakt deel uit van de gemeente Gawłuszowice en telt 700 inwoners.